# Indopoa
Indopoa là một chi thực vật có hoa trong họ Hòa thảo (Poaceae).

## Loài
Chi Indopoa gồm các loài: